# Úmaro Embaló
Umaro Embaló né le 6 mai 2001 à Bissau en Guinée-Bissau, est un footballeur portugais qui évolue au poste d'ailier droit au Fortuna Sittard.

## Biographie

### En club
Né à Bissau en Guinée-Bissau, Umaro Embaló est notamment formé par le Benfica Lisbonne, qu'il rejoint en 2015 en provenance de l'AD Oeiras.
Le 31 août 2022, Umaro Embaló rejoint le Fortuna Sittard aux Pays-Bas. Il signe un contrat courant jusqu'en juin 2026.
Embaló marque son premier but pour le Fortuna Sittard le 2 octobre 2022, lors d'une rencontre de championnat face au FC Volendam. Titulaire, il ouvre le score et participe à la victoire de son équipe par deux buts à zéro.
Le 29 août 2023, Umaro Embaló est prêté au FC Carthagena, en Espagne, pour une saison,. Rappelé de son prêt en janvier 2024, lors du mercato hivernal, il est prêté dans la foulée le 31 janvier 2024 au Rio Ave FC jusqu'à la fin de la saison,.
Le 28 janvier 2025, Úmaro Embaló rejoint le Vitória SC sous la forme d'un prêt jusqu'à la fin de la saison. Le club dispose d'une option d'achat sur le joueur.

### En sélection
Possédant la double nationalité portugaise et bissaoguinéenne, Umaro Embaló a le choix pour représenter l'un de ces deux pays. Il opte pour le Portugal en équipe de jeunes.
Avec les moins de 16 ans portugais, il joue douze matchs entre 2015 et 2017, pour un total de six buts en douze matchs joués.
Avec les moins de 17 ans, il participe au championnat d'Europe de la catégorie en 2018. Lors de cette compétition organisée en Angleterre il joue deux matchs dont un comme capitaine. Son équipe est toutefois éliminée dès la phase de groupe avec un bilan d'un nul, une victoire et une défaite.

### En club
Benfica Lisbonne
- UEFA Youth League
  - Vainqueur : 2019-2020.